# APIA Leichhardt Tigers FC
APIA Leichhardt Tigers FC är en fotbollsklubb från Sydney i Australien. Klubben spelar i New South Wales Premier League som är den högsta serien i delstaten New South Wales. Klubben spelade tidigare i den numera nerlagda nationella australiska proffsligan National Soccer League (NSL) mellan 1979 och 1992. De vann NSL en gång, 1987, och blev då australiensiska mästare. 